# Zwartoorfeeënkolibrie
De zwartoorfeeënkolibrie (Heliothryx auritus) is een vogel uit de familie Trochilidae (kolibries).

## Verspreiding en leefgebied
Deze soort komt voor in Zuid-Amerika en telt drie ondersoorten:
- H. a. auritus: van zuidoostelijk Colombia en oostelijk Ecuador via Venezuela, de Guiana's en noordelijk Brazilië.
- H. a. phainolaemus: het noordelijke deel van Centraal-Brazilië (ten zuiden van de Amazone).
- H. a. auriculatus: van oostelijk Peru tot centraal Bolivia en centraal en oostelijk Brazilië.